# Замок Гаррівоу
Замок Гаррівоу (англ. Garryvoe Castle) — один із замків Ірландії, розташований у графстві Корк, біля однойменного селища.

## Історія
Про давню історію замку Гаррівоу часів XIII — XVI документів та історичних джерел не зберіглося. У XVI замок належав аристократичній родині Кар'ю англо-норманського походження. Нині від замку лишилися вбогі руїни — залишки квадратної вежі. Південно-західна частина вежі завалилася. Була збудована стіна, щоб захистити замок від повного руйнування. Руїни і залишки фундаментів свідчать про те, що колись ця вежа була частиною значно більшої оборонної споруди. Руїни знаходять у досить живописній місцевості, на приватній землі, на території сільськогосподарських угідь, недалеко є руїни давньої церкви Гаррівоу.